# I Don't Like Shit, I Don't Go Outside
I Don't Like Shit, I Don't Go Outside (sottotitlo An Album by Earl Sweatshirt) è il secondo album in studio del rapper statunitense Earl Sweatshirt, pubblicato nel 2015.

## Tracce
1. Huey – 1:52
2. Mantra – 3:48
3. Faucet – 3:07
4. Grief – 4:10
5. Off Top – 1:46
6. Grown Ups (featuring Dash) – 2:57
7. AM // Radio (featuring Wiki) – 4:02
8. Inside – 1:49
9. DNA (featuring Na'kel) – 3:52
10. Wool (featuring Vince Staples) – 2:33

## Critica
Il disco è stato inserito, alla posizione #25, nella classifica dei migliori album del 2015 secondo Pitchfork.